# France Gareau
France Gareau (Sturgeon Falls, 15 aprile 1967) è un'ex velocista canadese.

## Biografia
France Gareau, facente parte della minoranza di lingua francese dell'Ontario, iniziò a praticare atletica leggera a scuola, per poi specializzarsi a 16 anni, nel 1983, nelle gare di velocità. In quell'anno cominciò già a farsi strada tra le professioniste, vincendo un bronzo nei 100 ai campionati canadesi. A livello d'università gareggiava per la York University di Toronto.
Nel 1984, a 17 anni, partì per la XXIII Olimpiade a Los Angeles. Non andò molto bene nelle gare singole, ma nella staffetta 4×100 m ottenne col tempo di 42"77 l'argento come ultima componente di una squadra composta anche da Angela Bailey, Marita Payne ed Angella Taylor, dietro agli Stati Uniti (oro con 42"11) e davanti alla Gran Bretagna (bronzo con 43"11).
Nel 1989 fu rappresentante del Canada ai Giochi Della Francofonia svoltisi in Marocco.
Oggi insegna alla York University di Toronto.